# ابن المعلم الواسطي
ابنُ المُعلِّم شاعرٌ عراقيٌّ كبيرٌ بارعٌ، مِنْ أهل القرن السادس الهجري (501-592هـ) من أتباع أحمد بن علي الرفاعي

## سيرته
قال ابنُ خلكان في ترجمته:"أبو الغنائم محمد بن علي بن فارس بن عبد الله بن الحسين بن القاسم، المعروف بابن المعلم الواسطي الهُرْثي الشافعي، الملقب نجم الدين من أهل واسط ، الشاعر المشهور؛ كان شاعراً رقيق الشعر، لطيف حاشية الطبع، يكاد شعرُه يذوبُ مِنْ رقته، وهو أحد مَنْ سار شعرُه، وانتشر ذكرُه، ونبه بالشعر قدرُه، وحسن به حاله وأمرُه، وطال في نظم القريض عمرُه، وساعده على قوله زمانُه ودهرُه.وأكثر القول في الغزل، والمدح، وفنون المقاصد. وكان سهلَ الألفاظ، صحيحَ المعاني، يغلبُ على شعره وصفُ الشوق والحب، وذكرُ الصبابة والغرام، فعلقَ بالقلوب، ولطف مكانُه عند أكثر الناس، ومالوا إليه وحفظوه، وتداولوه بينهم، واستشهد به الوعاظُ، واستحلاه السامعون... وبالجملة فشعرُه يشبه النوح، ولا يسمعه مَنْ عنده أدنى هوى إلا فتنَه وهاجَ غرامَه...
وكانت ولادته في ليلة سابع عشر جمادى الآخرة سنة إحدى وخمس مئة.
وتوفي رابع رجب سنة اثنتين وتسعين وخمس مئة بالهُرْث.
والهُرْث: ...قرية من أعمال جعفر، بينها وبين واسط نحو عشرة فراسخ، وكانت وطنه ومسكنه إلى أنْ توفي بها.

## من شعره
رثاء ابن المعلم ابنه
وقدِّر لابن المعلم أن يفقد ابنه محمداً في حياته فرثاه رثاءً مفجعاً في قصيدة طويلة أفرغ فيها عما اعتلج في صدره من الألم الطاغي فيبدأ القصيدة بالشكوى من الدنيا وما تضمره للمرء من المصائب والمحن فيقول:
كلُّ شيءٍ على البسيــــــطةِ يَفنى *** فضــــــــــلالٌ منَّا الـذي نَتمنَّى
أبقاءً يـــــــــــــــؤمِّل المرءُ هيهــــــــــــــاتَ بقاءُ الفـاني، وكيفَ وأنَّى ؟
ما نعيـــــــــــــمُ الحياةِ إلا شقاءٌ *** إنْ رضيـنا بعيــــشِنا أو سَخِطنا
هي دارٌ فيــها الصحيحُ من البلـــــــــــــــوى عليـلٌ، والمُسـتريـــحُ مُعنَّى
عجباً للذي تيـــــــــــقَّن أنَّ الــمَـــــــــــــــوتَ يأتيــهِ، كيف يَـعرِفُ أمْنا!